# حلزون‌های حصیری
حلزون‌های حصیری (نام علمی: Nassariidae) نام یک تیره از فراراسته تازه‌شکم‌پایان است.